# Mordellistena rubrifascia
Mordellistena rubrifascia es una especie de coleóptero de la familia Mordellidae. Miden 3 mm hasta el extremo de los élitros;  3.5-3.75 mm hasta el extremo anal. Los adultos son activos de mayo a julio.

## Distribución geográfica
Habita en Estados Unidos.